# Modulação fractal
Modulação fractal é uma técnica de modulação que faz uso de transformações wavelet para representar os dados sendo transmitidos. Um dos objetivos deste tipo de modulação é enviar dados em múltiplos níveis através de um canal que é desconhecido. Se o canal não estiver livre em uma determinada taxa de bits, significa que o sinal não será recebido, o sinal pode ser enviado em um bit diferente onde a relação sinal-ruído é maior.